# سلطانة (اسم)
سلطانة هو اسم علم مؤنث من أصل عربي، ومعناه هو الإعطاء، السوق النقل ورد لفظه في القرآن مصدرًا ﴿إن الله يأمر بالعدل والأحسان وإيتاء ذي القربى﴾ [ النحل من الآية 90] كما ورد الفعل منه ﴿ ربنا آتنا من لدنك رحمةً﴾ [ الكهف من الآية 10].

## شخصيات تحمل الاسم
- سلطانة آيت حمو (منافِسة أوليمبية مغربية، 21 مايو 1980 – )
- سلطانة أسمهان (1544 – 1585)
- سلطانة يوسف (20 يناير 1910 – 1995)

## وصلات خارجية
- موسوعة السلطان قابوس لأسماء العرب نسخة محفوظة 5 أبريل 2019 على موقع واي باك مشين.